# 國立中山大學醫學院
國立中山大學醫學院為國立中山大學所屬學院之一，規劃設立於該校仁武校區、苓雅校區。2022年7月28日成立，9月29日正式揭牌。

## 發展歷史
2022年2月9日，教育部審查通過國立中山大學申設學士後公醫醫學系。7月18日，教育部核准國立中山大學設立醫學院。7月28日，國立中山大學醫學院正式成立，原隸屬國立中山大學理學院的生物醫學研究所、醫學科技研究所、生技醫藥研究所、精準醫學研究所、臨床醫學科學博士學位學程及後醫系調整至醫學院下屬。

## 學院主管
院長：陳彥旭（代理院長）
副院長：薛佑玲
歷任院長：余明隆（首任，兼任國立中山大學副校長，現高雄醫學大學校長)

## 所屬單位
學系
- 學士後醫學系
- 護理系
- 生物醫學科技學系全英語學士班
- 臨床醫學科學博士學位學程

研究所
- 生物醫學研究所
- 醫學科技研究所
- 生技醫藥研究所
- 精準醫學研究所[9]

研究中心
代謝異常脂肪肝卓越研究中心（獲高等教育深耕計畫特色研究中心補助）
藥物開發與優化新創中心
醫學教育暨人文發展中心
解剖實驗室及手術模擬訓練中心（與高雄長庚紀念醫院合作設立）
聯合精準醫學核心實驗室、聯合循環醫學實驗室（與奇美醫院合作設立）

## 教學醫院
國立中山大學醫學院以高雄榮民總醫院、高雄長庚紀念醫院、奇美醫院、高雄醫學大學附設中和紀念醫院為主要教學醫院。同時，以下醫院為合作教學醫院：高雄市立聯合醫院、大同醫院、民生醫院、凱旋醫院、小港醫院、鳳山醫院等高雄市立醫院；衛生福利部下屬屏東醫院、台東醫院、澎湖醫院、旗山醫院、玉里醫院；國軍高雄總醫院、國防醫學院三軍總醫院澎湖分院。
該學院設立有大體勸募中心，2023年開始獲得大體捐助。初期亦跨校與慈濟大學進行無語良師之合作。

## 馬雅各醫療團
該院在申設學士後醫學系時，以吸納具史懷哲情懷的學生進入公費醫療系統任職為遠見。故此，成立「馬雅各醫療團」，定期前往台灣偏遠地區及離島進行醫療支援即健康知識傳播，以彌補區域間的醫療資源差異。

## 校園設施
國立中山大學醫學院當前駐地為國立中山大學校本部之圖資大樓，規劃設立於仁武校區。初期興建醫學教學大樓、醫學研究大樓、大愛樓（解剖實驗大樓）及教職員生宿舍與餐廳等4棟校舍，相關建設經費獲校友捐助，預計2025年完工。其中，醫學教學大樓預期2023年12月率先完工。由於建設過程中，疑似發現史前遺址，故文史專家建議暫緩施工。後經高雄市文化局判斷應無史前遺址，工程不影響文化資產保存，故通過環評審查。
2024年，原國際商工位於高雄市苓雅區之校地，亦轉為供該學院使用。

## 外部連結
- 國立中山大學醫學院 （页面存档备份，存于）